# Сборная Чехословакии по футболу (до 21 года)
Молодёжная сборная Чехословакии по футболу представляла Чехословакию на международных соревнованиях по футболу.
Сборная ЧССР до 23 лет победила на самом первом чемпионате Европы для молодёжных команд, однако с момента снижения планки до 21 года команда ни разу не смогла преодолеть раунд 1/4 финала. Все её шесть появлений на турнирах до 21 года заканчивались вылетом в четвертьфинале.